# Zhao’an

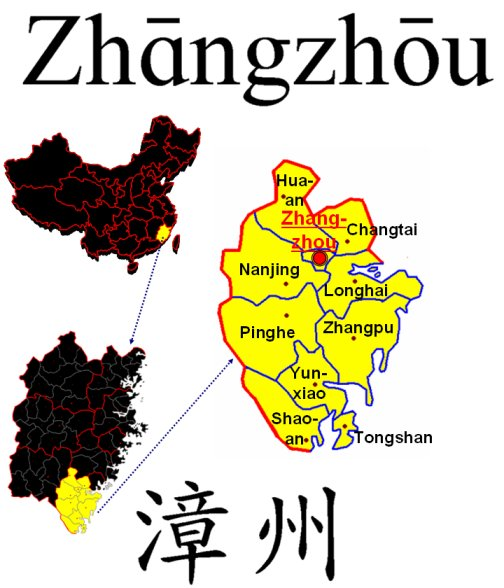
Kreisebene der bezirksfreien Stadt Zhangzhou

Zhao’an (chinesisch 诏安县, Pinyin Zhào'ān Xiàn) ist ein chinesischer Kreis der bezirksfreien Stadt Zhangzhou in der Provinz Fujian. Sein Hauptort ist die Großgemeinde Nanzhao (南诏镇). Der Kreis hat eine Fläche von 1.405 km² und zählt 560.969 Einwohner (Stand: Zensus 2020).

## Administrative Gliederung
Auf Gemeindeebene setzt sich der Kreis aus neun Großgemeinden und sechs Gemeinden zusammen. 